# Ardisia dasyrhizomatica
Ardisia dasyrhizomatica C.Y.Wu & C.Chen – gatunek roślin z rodziny pierwiosnkowatych (Primulaceae). Występuje naturalnie w Chinach – w południowo-wschodnim Junnanie. 

## Morfologia
PokrójZimozielony krzew dorastający do 0,5 m wysokości.
LiścieBlaszka liściowa ma odwrotnie jajowaty lub eliptycznie odwrotnie jajowaty kształt. Mierzy 23–35 cm długości oraz 11–16 cm szerokości, jest całobrzega, ma klinową nasadę i tępy wierzchołek. Ogonek liściowy jest nagi i ma 20 mm długości.
KwiatyZebrane w wiechach (o 8–9 cm długości) wyrastających z kątów pędów. Mają działki kielicha o owalnym kształcie i dorastające do 1–2 mm długości. Płatki są eliptyczne lub owalne i mają białą.

## Biologia i ekologia
Rośnie w lasach, na wysokości około 100 m n.p.m.